# Forças Armadas do Nepal

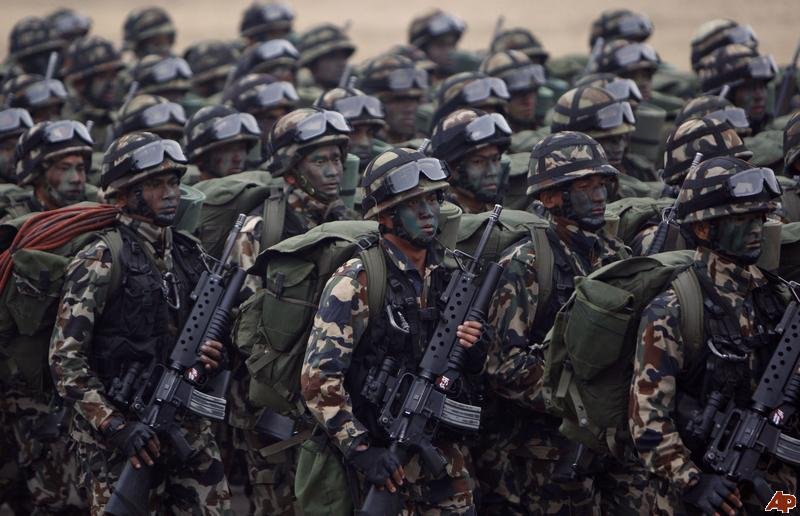
Forças especiais do exército nepalês.

As Forças Armadas Nepalesas são a principal força militar do Nepal. Composto principalmente pelo exército nepalês baseado em terra, organizado em seis divisões de combate ativas, suas forças armadas também operam o Serviço Aéreo do exército nepalês, projetado para apoiar as operações da infantaria e fornecer apoio de combate leve aproximado. O exército do Nepal também opera formações menores responsáveis pela organização de defesa aérea, logística, comunicações militares, artilharia e forças aerotransportadas dentro do território nepalês. Além disso, a Força Policial Armada atua como uma tropa paramilitar encarregada de manter a segurança interna no Nepal.
As Forças Armadas do Nepal são uma força voluntária com cerca de 95 000 militares em serviço ativo (número de 2010), com um orçamento militar anual estimado em cerca de quatrocentos milhões de dólares americanos (em 2019), sem incluir o financiamento de assistência militar da República da Índia e da República Popular da China ou, mais recentemente, dos Estados Unidos. Embora a maior parte do equipamento militar do Nepal seja importado da vizinha Índia ou China, o Nepal recebeu cerca de 20 000 fuzis M-16, bem como equipamentos de visão noturna dos Estados Unidos para auxiliar os esforços em andamento na Guerra ao Terror na era pós-11 de Setembro. O exército nepalês também comprou cerca de mil rifles Galil de Israel e recebeu dois helicópteros V-5 da Rússia.